# 大田区立大森スポーツセンター
大田区立大森スポーツセンター（おおたくりつおおもりスポーツセンター）は、東京都大田区大森本町にある屋内スポーツ施設である。

## 概要
1997年開館。
2009年より指定管理者制度が導入され、財団法人大田区体育協会に管理運営が委託されている。
大田区で行われる選挙の開票が行われる。大田区で投票できる人は開票所の参観ができる。

## 施設
- 競技場（アリーナ）
  - 面積：1,620m2
  - ハンドボール：1面
  - バレーボール：2面
  - バスケットボール：2面
  - バドミントン：8面
  - テニス：2面
  - 卓球：27面
  - 柔道：3面
  - 剣道：6面
- 健康体育室
- 小ホール
  - 面積：180m2
- ミーティングルーム
- トレーニングルーム

## 主な大会・イベント
- 女子バスケットボール・羽田ヴィッキーズのホームタウンゲームとしてWリーグの公式戦が開かれている。

## 交通アクセス
- 京急本線平和島駅下車徒歩6分
- 京浜急行バス大森神社停留所下車徒歩2分